# Molophilus (Austromolophilus) incomptus
Molophilus (Austromolophilus) incomptus is een tweevleugelige uit de familie steltmuggen (Limoniidae). De soort komt voor in het Australaziatisch gebied.